# Masoud Mostafa-Jokar
Masoud Mostafa-Jokar (n. 21 septembrie 1977, Malayer, Iran) este un luptător ce a reprezentat Iran, medaliat olimpic. A participat la o ediție a Jocurilor Olimpice (2004) în care a câștigat o medalie de argint.